# Klerks
Klerks is een Nederlandse achternaam afgeleid van 't beroep klerk. Andere schrijfwijzen zijn Clercks, Clercx, Clerks, Clerkx, Clerx, Klercks, Klerckx, Klerkx en Klerx.
De naam verwijst naar oa.:
- Peter Klerks (1958), Nederlands politicoloog.
- Wim Klerks, Nederlands topkok.